# Temporada 1993-94 del València CF
La temporada 1993-94 va començar molt bé per al València CF. Es va fitxar a Pedrag Mijatovic, procedent del Partizan de Belgrad, que prompte seria un jugador molt estimat pels aficionats. El València va col·locar-se com a líder en lliga i va superar la primera eliminatòria de la Copa de la UEFA imposant-se al Nantes. A la següent eliminatòria s'enfrontaria al Karlsruher, imposant-se còmodament per 3-1 al partit d'anada a Mestalla. Al partit de tornada, conegut com el desastre de Karlsruhe, el València va perdre per 7-0, A partir d'aquell partit, que va provocar el cessament de l'entrenador i la dimissió del president, el València va encetar una trajectòria irregular. A partir d'aquell moment el València va vore passar per la seua banqueta quatre entrenadors i tres presidents, per a acabar la lliga en setena posició i ser eliminats de copa en la primera eliminatòria.